# Fanny Blankers-Koen
Francina Elsje Blankers-Koen (născută Koen; n. 26 aprilie 1918, Baarn, Utrecht, Țările de Jos – d. 25 ianuarie 2004, Hoofddorp⁠(d), Olanda de Nord, Țările de Jos) a fost o atletă olandeză, poreclită „gospodina zburătoare”. Având în palmares patru medalii de aur la Jocurile Olimpice și cinci titluri europene, este una dintre cele mai titrate atlete din toate timpurile.

## Carieră
S-a apucat de atletism în 1935, la vârsta de 16 ani. Anul următor a participat la Jocurile Olimpice de la Berlin unde s-a clasat pe locul șase la săritura în înălțime și pe locul cinci la ștafeta de 4 x 400 metri. La Campionatul European din 1938 a obținut două medalii de bronz la 100 m și 200 m. În anii 1940 a stabilit șase recorduri mondiale dar din cauza celui de-Al Doilea Război Mondial a trebuit să aștepte până la Campionatul European din 1946 pentru a câștiga primul titlu internațional. La Oslo a cucerit aurul la 80 metri garduri și la ștafeta de 4 x 400 metri.
La Jocurile Olimpice din 1948 de la Londra neerlandeza a câștigat numai puțin de patru medalii de aur, la 100 m, 200 m, 80 m garduri și la 4 x 400 m. Fiind mamă a doi copii și deja însărcinată cu al treilea copil, la vârsta de 30 de ani, a fost poreclită „gospodina zburătoare”. La Campionatul European din 1950 a cucerit trei titluri, la 100 m, 200 m și 80 m garduri. A participat și la Jocurile Olimpice din 1952 dar la Helsinki nu a câștigat nicio medalie.

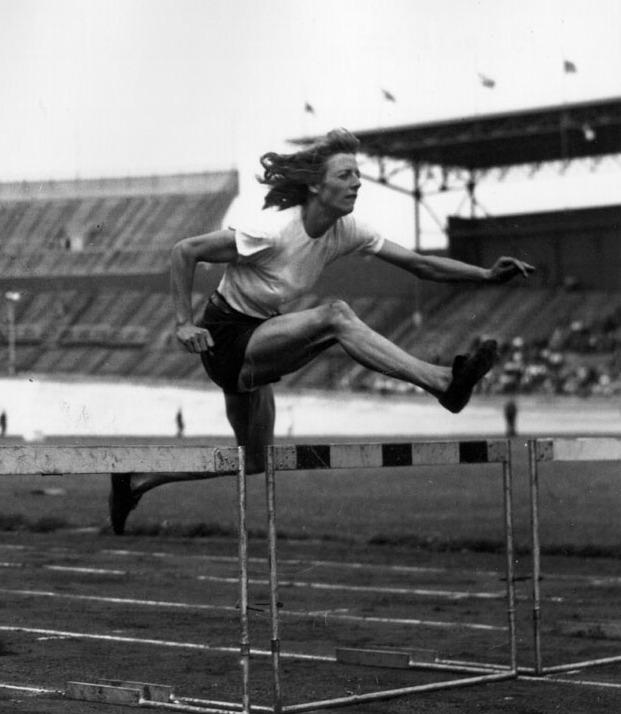
În 1947
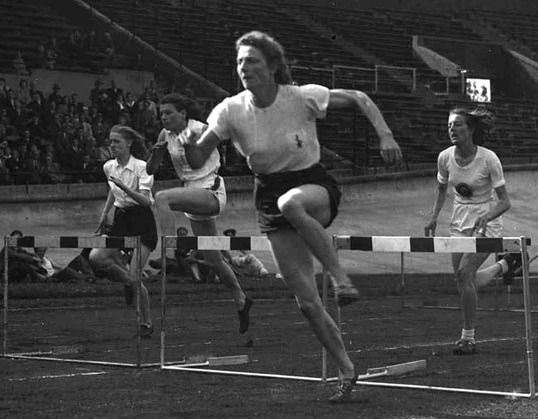
La JO din 1948
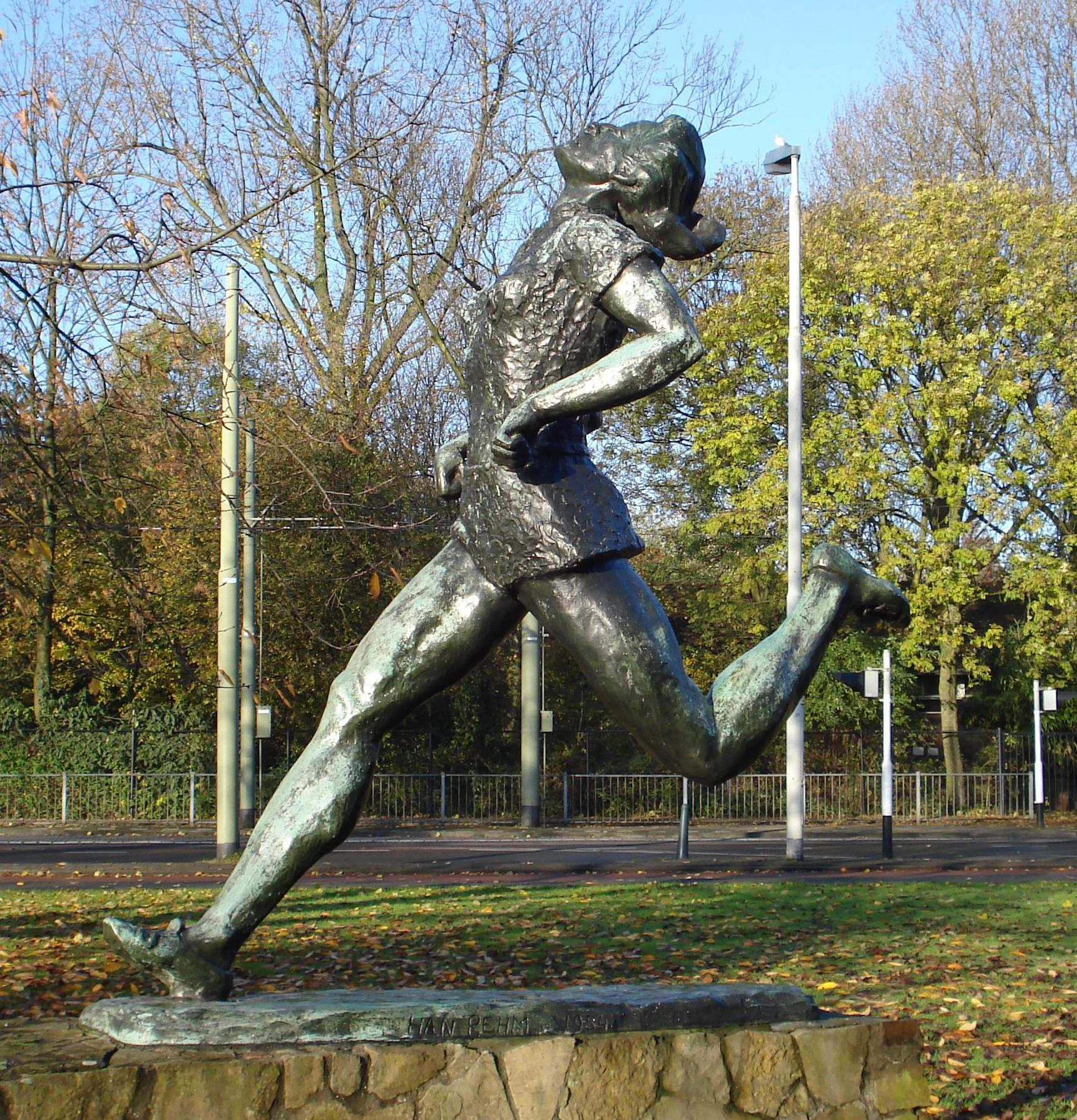
Statuia lui Fanny Blankers-Koen din Rotterdam

## Realizări
| An   | Competiție           | Locație                | Loc | Eveniment    | Note   |
| ---- | -------------------- | ---------------------- | --- | ------------ | ------ |
| 1936 | Jocurile Olimpice    | Berlin, Germania       | 6   | înălțime     | 1,55 m |
| 1936 | Jocurile Olimpice    | Berlin, Germania       | 5   | 4×100 m      | 48,8   |
| 1938 | Campionatul European | Viena, Austria         | 3   | 100 m        | 12,0   |
| 1938 | Campionatul European | Viena, Austria         | 3   | 200 m        | 24,9   |
| 1946 | Campionatul European | Oslo, Norvegia         | 12  | 100 m        | NT     |
| 1946 | Campionatul European | Oslo, Norvegia         | 1   | 80 m garduri | 11,8   |
| 1946 | Campionatul European | Oslo, Norvegia         | 1   | 4×100 m      | 47,8   |
| 1946 | Campionatul European | Oslo, Norvegia         | 4   | înălțime     | 1,57 m |
| 1948 | Jocurile Olimpice    | Londra, Marea Britanie | 1   | 100 m        | 11,9   |
| 1948 | Jocurile Olimpice    | Londra, Marea Britanie | 1   | 200 m        | 24,4   |
| 1948 | Jocurile Olimpice    | Londra, Marea Britanie | 1   | 80 m garduri | 11,2   |
| 1948 | Jocurile Olimpice    | Londra, Marea Britanie | 1   | 4×100 m      | 47,5   |
| 1950 | Campionatul European | Bruxelles, Belgia      | 1   | 100 m        | 11,7   |
| 1950 | Campionatul European | Bruxelles, Belgia      | 1   | 200 m        | 24,0   |
| 1950 | Campionatul European | Bruxelles, Belgia      | 1   | 80 m garduri | 11,1   |
| 1950 | Campionatul European | Bruxelles, Belgia      | 2   | 4×100 m      | 47,4   |
| 1952 | Jocurile Olimpice    | Helsinki, Finlanda     | 12  | 100 m        | NS     |
| 1952 | Jocurile Olimpice    | Helsinki, Finlanda     | 6   | 80 m garduri | NT     |